# Vännäs
Vännäs é uma pequena cidade da província histórica da Västerbotten. Está situada na margem norte do rio Umeälven, a 28 km a noroeste da cidade de Umeå. Tem cerca de 4100 habitantes  e é a sede do município de Vännäs, no condado da Västerbotten situado no norte da Suécia.